# Crichtonsaurus
Crichtonsaurus – rodzaj roślinożernego dinozaura z grupy ankylozaurów (Ankylosauria). Został nazwany w 2002 roku przez Donga Zhiminga na cześć Michaela Crichtona – autora m.in. powieści Park Jurajski.
Gatunkiem typowym jest C. bohlini, nazwany na cześć szwedzkiego paleontologa Birgera Bohlina. Lü Junchang i współpracownicy (2007) na podstawie czaszki i częściowego szkieletu opisali drugi gatunek, C. benxiensis; jednak Arbour i Currie (2016) ustanowili C. benxiensis gatunkiem typowym odrębnego rodzaju Crichtonpelta. Oba gatunki żyły w późnej kredzie (cenoman – turon) na terenach dzisiejszej wschodniej Azji. Ich szczątki znaleziono w Chinach (w prowincji Liaoning). Dong oszacował długość C. bohlini na około 3 m.
Dong zaklasyfikował Crichtonsaurus jedynie do grupy Ankylosauria, nie był pewien co do jego przynależności do którejś z rodzin. Również Vickaryous i współpracownicy w 2004 roku uznali ten rodzaj za ankylozaura o niepewnej pozycji. Lü i in. w 2007 włączyli go do Ankylosauridae, co potwierdziła również analiza kladystyczna przeprowadzona w 2012 roku przez Thompsona i współpracowników, według której należy on do podrodziny Ankylosaurinae. Analiza ta obejmowała jednak jedynie gatunek C. benxiensis.